# Kazuki Kozuka
Kazuki Kozuka (小塚 和季?, Kozuka Kazuki; Mitsuke, 2 agosto 1994) è un calciatore giapponese, centrocampista del Shimizu S-Pulse.

## Palmarès

### Club

#### Competizioni nazionali
- Supercoppa del Giappone: 1

Kawasaki Frontale: 2021
- Campionato giapponese: 1

Kawasaki Frontale: 2021